# Klara Hitler
Klara Hitler (nhũ danh Pölzl; 12 tháng 8 năm 1860 – 21 tháng 12 năm 1907) là mẹ đẻ của lãnh đạo Đức Quốc Xã Adolf Hitler.

## Hoàn cảnh gia đình và hôn nhân
Cha đẻ của Alhis vẫn chưa được biết, sau khi mẹ của anh, Maria Schicklgruber, kết hôn với Johann năm 1876, Klara, 16 tuổi, được người họ hàng Alois Hitler thuê làm người hầu trong gia đình, ba năm sau cuộc hôn nhân đầu tiên của anh. Mẹ của Klara là cháu gái của Hiedler, Johanna Hiedler, người kết hôn với Johann Baptist Pölzl, khiến hai anh em họ đầu tiên của Klara và Alois bị loại bỏ.
Sau cái chết của người vợ thứ hai của Alois Franziska Matzelsberger vào năm 1884, Klara và Alois kết hôn vào ngày 7 tháng 1 năm 1885 trong một nghi lễ ngắn được tổ chức vào sáng sớm. Alois sau đó đi làm trong một ngày với tư cách là một nhân viên hải quan.
Cả hai trẻ sơ sinh, Gustav, được sinh ra bốn tháng sau đó, vào ngày 17 tháng 5 năm 1885. Ida theo dõi vào ngày 23 tháng 9 năm 1886. Cả hai trẻ sơ sinh chết vì bệnh bạch hầu trong mùa đông năm 1886 - 87. Một đứa trẻ thứ ba, Otto, được sinh ra và chết vào năm 1887. Con trai thứ tư, Adolf, sinh ngày 20 tháng 4 năm 1889.
Edmund được sinh ra ở đó vào ngày 24 tháng 3 năm 1894. Paula tiếp theo vào ngày 21 tháng 1 năm 1896. Edmund chết vì bệnh sởi vào ngày 28 tháng 2 năm 1859, Klara Hitler và gia đình đã xuống tàu tới Passau, nơi họ định cư trong hai năm tiếp theo. 1900, ở tuổi lên năm. [6] Trong số sáu đứa con của cô mắc bệnh Alois, chỉ có Adolf và Paula sống sót đến tuổi trưởng thành.
Cô ấy rất tận tụy với con cái và, theo Hitler của William Patrick, theo Hitler của William Patrick, là một bước có sự tham gia của người khác., Jr và Angela.
Cô là một người Công giáo La Mã sùng đạo và thường xuyên đến nhà thờ cùng con cái.

## Cuộc sống sau này và qua đời
Lúc qua đời vào năm 1903, Alois có để lại một khoản trợ cấp. Klara bán căn nhà ở Leonding, cùng các con Adolf và Paula chuyển đến một căn hộ ở Linz, sống một cuộc sống đạm bạc.
Năm 1906, Klara Hitler thấy ngực mình có khối u ở vú nhưng không mảy may để tâm đến. Chỉ sau phải trải qua hàng đêm dài trằn trọc thao thức vì những cơn đau ngực, bà mới gạn hỏi bác sĩ gia đình Eduard Bloch (lúc đó là tháng 1 năm 1907). Theo như những gì bà kể lại thì là do bà quá bận rộn chăm lo cho gia đình nên không tìm đến các phương pháp hỗ trợ y tế. Bloch không trực tiếp thông báo cho Klara biết về bệnh ung thư vú mà muốn để Adolf Hitler nói cho mẹ biết. Bloch cũng nói với Adolf rằng cơ hội qua khỏi của người mẹ rất thấp và nên thực hiện phẫu thuật cắt bỏ ngực. Gia đình nhà Hitler đều bị sốc khi biết được tin này. Theo lời Bloch thì Klara Hitler "chấp nhận lời nhận định của tôi đúng như tôi tiên liệu – với sự kiên cường. Là một người mộ đạo, Klara cho rằng số phận của mình là ý nguyện của Chúa. Và không nghĩ đến chuyện ca thán." Phẫu thuật cắt bỏ vú được tiến hành tại Sisters of St. Mercy ở Linz. Bác sĩ phẫu thuật Karl Urban phát hiện ra ung thư đã di căn đến mô màng phổi trong ngực bà. Bloch thông báo cho các con của Klara biết rằng tình hình đã đến giai đoạn cuối. Lúc đó Adolf dành gần như toàn bộ thời gian tại Viên để theo học mỹ thuật, nhưng rồi phải về nhà để chăm sóc mẹ, các anh chị em khác cũng vậy. Đến tháng 10, tình trạng của Klara Hitler tụt dốc một cách nhanh chóng; Adolf van nài Bloch hãy thử một phương pháp trị liệu khác. 46 ngày tiếp theo (từ tháng 11 đến đầu tháng 12), Bloch thực hiện các phương pháp điều trị hàng ngày bằng iodoform, một hình thức hóa học thử nghiệm vào thời đó. Các vết mổ do cắt bỏ ngực của Klara Hitler được mở ra; một lượng lớn các băng gạc tẩm iodoform được đắp lên các mô tế bào nhằm "đốt" các tế bào ung thư. Các phương pháp điều trị này vô cùng đau đớn, khiến cổ họng của Klara bị tê liệt, khiến bà không thể nuốt trôi.
Rốt cuộc, các phương pháp trên đều vô ích. Klara Hitler qua đời tại nhà riêng ở Linz do tác dụng phụ y tế độc hại của iodoform vào ngày 21 tháng 12 năm 1907. Klara được chôn cất tại Leonding gần Linz.

## Gỡ bỏ bia mộ
Vào ngày 28 tháng 3 năm 2012, bia mộ đánh dấu mộ của Alois Hitler và của Klara tại nghĩa trang thị trấn ở Leonding bị gỡ bỏ, mà không có lễ, bởi một hậu duệ, theo Kurt Pittertschatscher, mục sư của giáo xứ. Người này được cho là một người phụ nữ lớn tuổi của người vợ đầu tiên của Alois Hitler, Anna, người cũng đã từ bỏ bất kỳ quyền nào đối với âm mưu chôn cất được thuê. Người ta không biết liệu hài cốt của cha mẹ Adolf Hitler có còn được chôn cất ở đó hay không.